# Eberhard Taube von Odenkat
Eberhard Taube von Odenkat (auch Evert oder Ewert Taube af Odenkat; * um 1622 in Schwedisch-Estland; † 1692) war Herr auf Odenkat und Machters in Estland, schwedischer Oberst und Landratsmitglied in Estland. 1668 wurde er in den Freiherrenstand des schwedischen Adels aufgenommen.

## Leben
Sein Großvater war Loff Taube (1550–1590), der als Stammvater des Adelsgeschlechts Stammhaus von Taube Etz-Issen hervorging. Sein Vater war Eberhard Taube auf Machters (1604–1656) und seine Mutter war Anna von Vietinghoff (* 1604). Sein Sohn Eberhard erbte das Gut Odenkat und begründete das Haus Taube von Odenkat. 1640 heiratete Eberhard Taube Katharina Wrangel zu Sauss (* 1629); als Erbe von Odenkat folgte ihm sein Sohn Eberhard Friedrich Taube von Odenkat (1648–1703).

## Werdegang
Eberhard Taube wurde 1645 Regimentsquartiermeister im Kalmar-Regiment. Mit der Beförderung zum Oberst übernahm er als Regimentskommandeur ein Dragonerregiment und das Kommando über die livländische Kavallerie. Ab 1672 war er estländischer Landrat.

## Gut Odenkat
Die Ortschaft und das Gut Odenkat (estnisch: Ohekatku) liegen 58 Kilometer südöstlich von Reval und umfassen etwa 2232 Hektar Hofland. Die erste Erwähnung war 1241 als Dorf Othengat, das Hof Odenkatke wurde erst 1453 erwähnt. Ab 1457 nannte es sich Hof Odenkotte und seit 1586 war nur noch das Dorf vorhanden. Im 17. Jahrhundert erfolgte die Neugründung durch Eberhard Taube. Heute sind der Hof und das Dorf vereinigt und trägt den Namen Ohekatku.